# Pomnik pamięci osób homoseksualnych prześladowanych przez nazizm

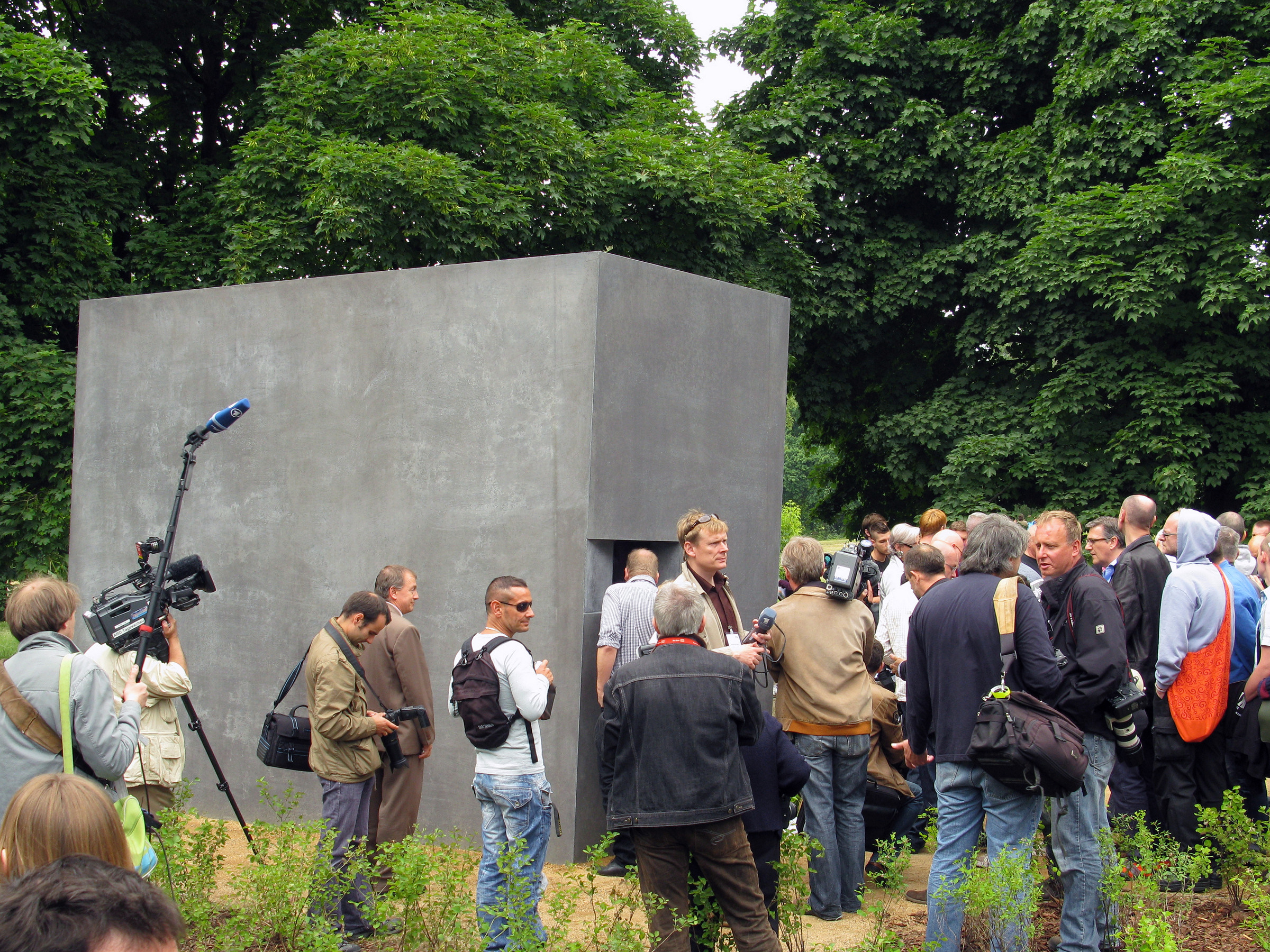
Odsłonięcie pomnika, 27 maja 2008 roku

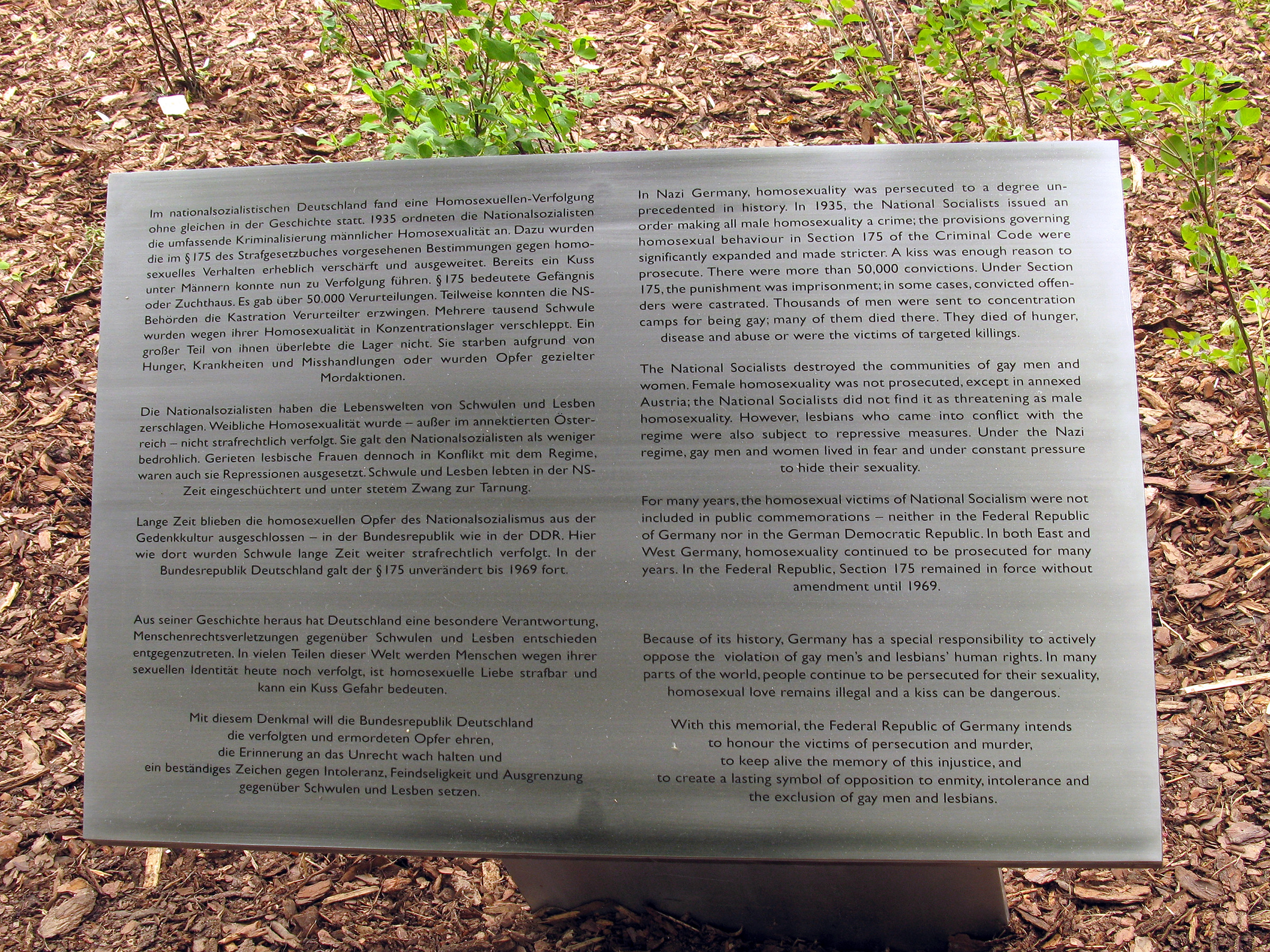
Tablica

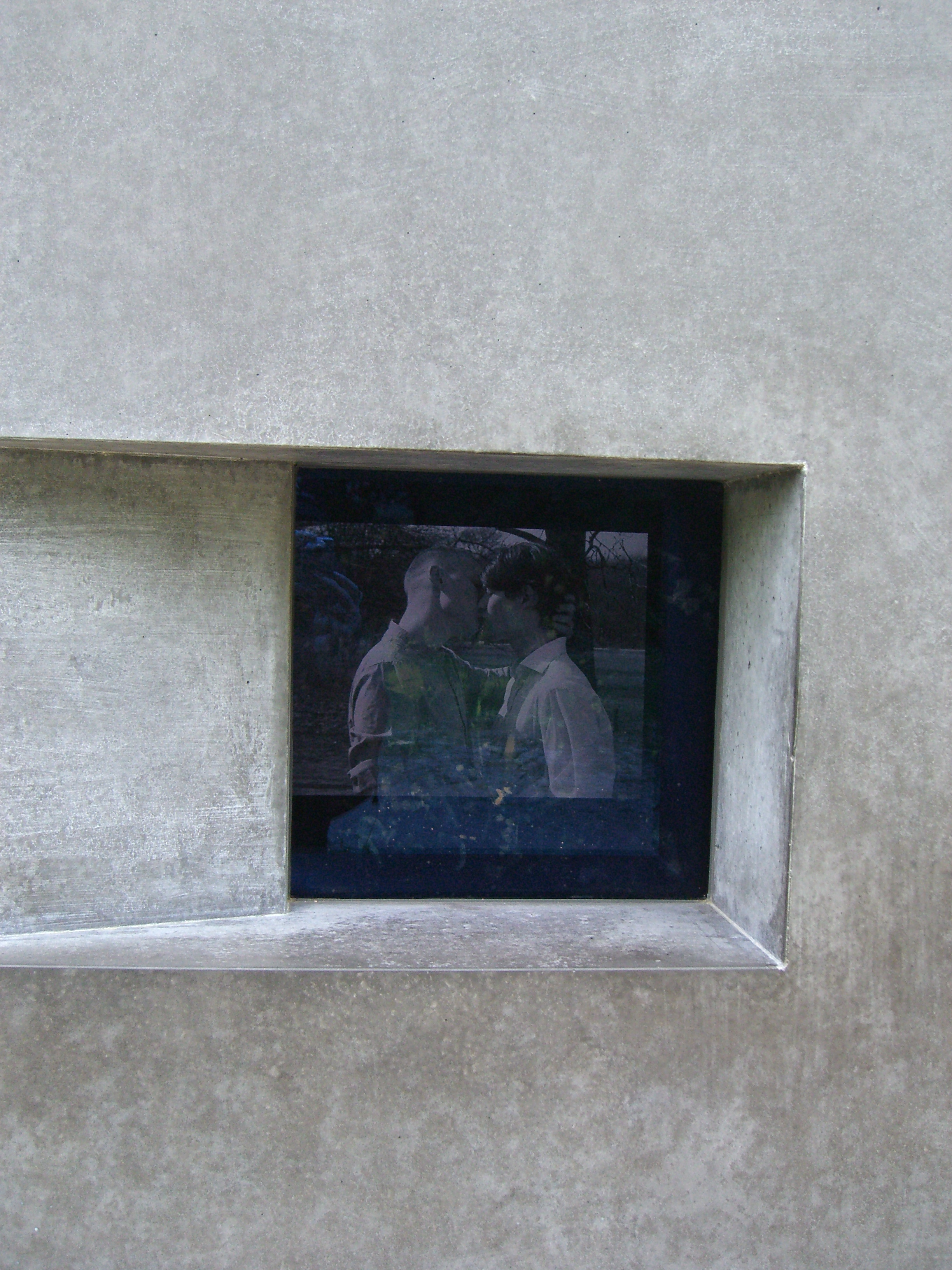
Film wyświetlany na ekranie

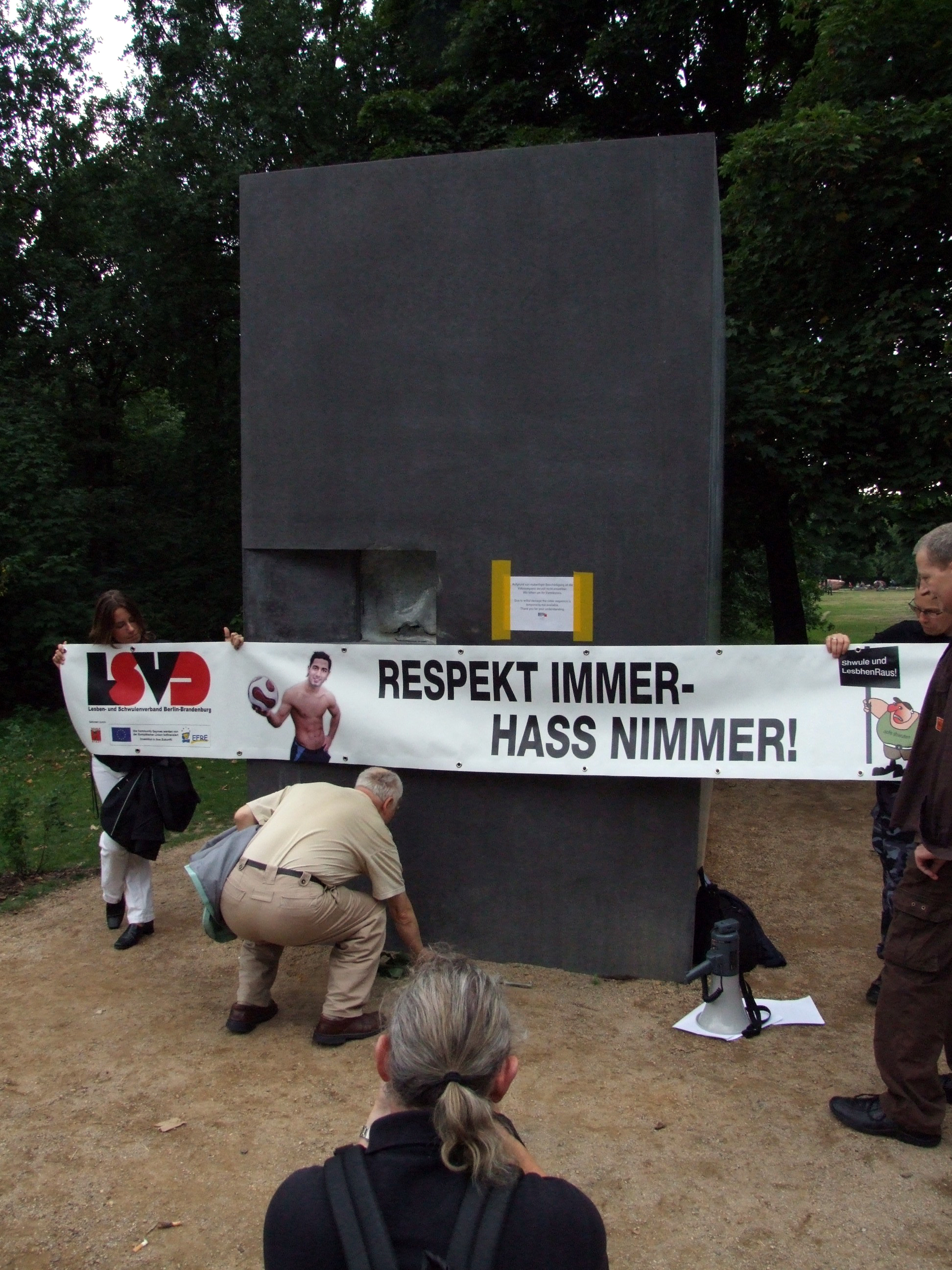
Członkowie LSVD umieszczaja na pomniku banner z napisem: „Szacunek zawsze – nienawiść nigdy!”

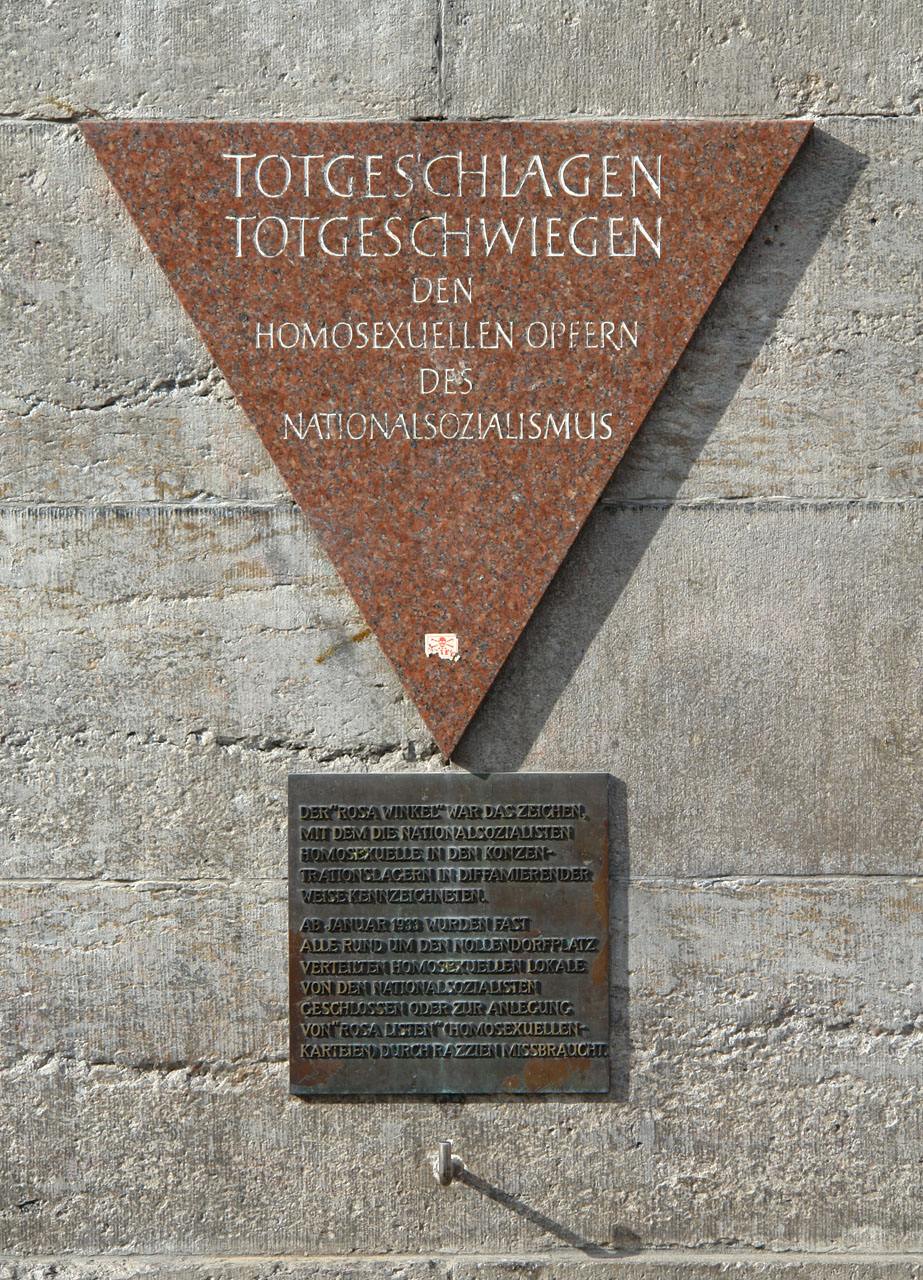
Pomnik przy stacji Nollendorfplatz

Pomnik pamięci osób homoseksualnych prześladowanych przez nazizm (niem. Denkmal für die im Nationalsozialismus verfolgten Homosexuellen) w Berlinie został odsłonięty 27 maja 2008. Pomnik ten znajduje się w parku Großer Tiergarten, niedaleko Pomnika Pomordowanych Żydów Europy.

## Forma i przesłanie pomnika
Pomnik zaprojektowali Michael Elmgreen i Ingar Dragset. Ma kształt prostopadłościanu, wysokiego na 3,65 metra i o długości 4,7 metra, wykonanego z betonu, tak jak 2711 stel Pomnika Pomordowanych Żydów Europy. Na przedniej ścianie pomnika umieszczono niewielkie okno, w którym znajduje się ekran. Wyświetlany jest na nim krótki film ukazujący parę całujących się mężczyzn.
W pobliżu pomnika znajduje się tablica, na której w języku niemieckim i angielskim wyjaśniono historyczne tło i cel powstania pomnika:

W nazistowskich Niemczech homoseksualizm był prześladowany w stopniu niespotykanym wcześniej w historii. W 1935 roku narodowi socjaliści wydali nakaz penalizacji wszelkich homoseksualnych kontaktów pomiędzy mężczyznami; przepisy dotyczące homoseksualnych zachowań w paragrafie 175 kodeksu karnego zostały znacząco rozszerzone i zaostrzone. Pocałunek był wystarczającym powodem do oskarżenia. Skazano ponad 50 000 osób. Na mocy paragrafu 175 karano umieszczeniem w więzieniu, w niektórych przypadkach kastracją. Tysiące mężczyzn wysłano do obozów koncentracyjnych, ponieważ byli gejami; wielu z nich poniosło tam śmierć. Umierali z głodu, chorób i znęcania się lub byli ofiarami zaplanowanych zabójstw.
Narodowi socjaliści zniszczyli społeczności gejów i lesbijek. Kobiecy homoseksualizm nie był prześladowany, z wyjątkiem zaanektowanej Austrii; narodowi socjaliści nie uznali go za tak groźny, jak męski. Jednakże lesbijki, które weszły w konflikt z reżimem, również były ofiarami represji. W nazistowskim reżimie geje i lesbijki żyli w strachu i pod stałą presją ukrywania własnej seksualności.
Przez wiele lat homoseksualne ofiary narodowego socjalizmu nie były ujmowane w publicznych upamiętnieniach – ani w RFN, ani w NRD. Zarówno w Zachodnich, jak i Wschodnich Niemczech homoseksualizm nadal był ścigany przez wiele lat. W RFN paragraf 175 pozostał w mocy bez żadnej poprawki do 1969 roku.
Z powodu swojej historii Niemcy są szczególnie odpowiedzialne za aktywne sprzeciwianie się naruszeniom praw człowieka gejów i lesbijek. W wielu częściach świata ludzie nadal są prześladowani z powodu swojej seksualności, homoseksualna miłość pozostaje nielegalna, a pocałunek może być niebezpieczny.
Pomnikiem tym Republika Federalna Niemiec zamierza uhonorować ofiary prześladowania i morderstw, utrzymać przy życiu wspomnienie tej niesprawiedliwości i stworzyć trwały symbol sprzeciwu wobec wrogości, nietolerancji i wykluczenia gejów i lesbijek.

## Historia
Zaraz po zakończeniu II wojny światowej osoby homoseksualne nie zostały oficjalnie uznane za ofiary nazizmu. W latach 50. i 60. paragraf 175 nadal był częścią niemieckiego kodeksu karnego. Gejów zaczęto uznawać za ofiary nazizmu dopiero w latach 80., np. w 1985 Richard von Weizsäcker, ówczesny prezydent Republiki Federalnej Niemiec, wymienił ich jako grupę ofiar.
Starania o postawienie w Berlinie pomnika rozpoczęły w 1993 grupa Der homosexuellen NS-Opfer gedenken oraz organizacja Lesben- und Schwulenverband in Deutschland. Bundestag podjął decyzję o postawieniu takiego pomnika 12 grudnia 2003. Następnie ogłoszono konkurs na projekt, który wygrali Michael Elmgreen i Ingar Dragset.
Pewne kontrowersje wzbudziło nieumieszczenie na filmie wyświetlanym na ekranie będącym częścią pomnika pary całujących się kobiet. Choć brak dokumentacji stosowania represji przez nazistów wobec lesbijek, odnotowano przypadki zaginięcia lesbijek, np. w pubach Berlina. Feministyczne czasopismo EMMA stwierdziło, że pomnik powinien oddawać cześć także ofiarom wśród homoseksualnych kobiet. Ostatecznie ustalono, że film będzie wymieniany co 2 lata i będzie ukazywał również całujące się pary lesbijskie.
Pomnik odsłonięto 27 maja 2008. Wśród polityków uczestniczących w tym wydarzeniu byli: burmistrz Berlina Klaus Wowereit, przewodniczący Bundestagu Wolfgang Thierse, niemiecki minister kultury Bernd Neumann, Volker Beck oraz Renate Künast. Wowereit wygłosił mowę inauguracyjną.
W sierpniu 2008 doszło do aktu wandalizmu na pomniku – nieznani sprawcy zniszczyli szklany ekran.

## Podobne upamiętnienia w Berlinie
Inny pomnik poświęcony homoseksualnym ofiarom nazizmu znajduje się w Berlinie przy stacji metra Nollendorfplatz. Ma kształt różowego trójkąta. Napis na pomniku: Totgeschlagen – Totgeschwiegen czyli Zabici – przemilczani.